# MORNING GRID
MORNING GRID（モーニング・グリッド）は、2019年7月22日から2021年3月31日までα-STATIONで放送されていた番組である。

## 概要・歴史
開局当初から朝は『α-MORNING KYOTO』が放送されてきたが、DJの佐藤弘樹が6月3日に死去したことに伴い、その後番組としてスタートしたのが当番組である。番組名のGRIDとは「格子」そして「碁盤の目」を意味しており、京都の街に沿って、あるいはそれに外れながら話題を届けていく意味合いを込めている。
これまで夕方の『MOVING FILE』を担当してきた三嶋真路が当該時間帯のDJに抜擢されている。三嶋は1999年4月から2004年3月まで金曜日の朝番組『MOVING FRIDAY』を担当していたが、それ以来15年ぶりに朝番組の担当となった。
同局の平日の朝の情報番組として、ニュースや、その日のイベント情報、ワールドワイドな話題から知的好奇心をくすぐるトピックスに面白ネタまでを同局の楽曲コンセプトであるアダルト・コンテンポラリー・ミュージックに沿ってを提供しているが、前番組に比べて邦楽やロック系の曲が多少多くなっている。このアダルト・コンテンポラリー・ミュージックと異なる選曲（Smash BreakやSplash GrooveといったPowerPlayに指定されている曲等）のみをDJが曲紹介を行っており。このあたりはおおむね前番組を引き継いでいる。
なお、番組内で2回放送されるHeadline NewsはDJとは別のニュースリーダーによって読まれるが、局のLine Caster紹介ページに人物の紹介はなく、他の番組での出演もなかった。なお、前番組『α-MORNING KYOTO』や金曜の『MORNING　SPRITE』ではDJが読んでいる。

## DJ
- 三嶋真路（みしま・しんじ）

## コーナー
多くのコーナーは前番組を引き継いでいる。
Ruffling Paper
7:10頃から7:30頃まで。朝一番のヘッドラインニュースとその日の朝刊の主要部分を紹介するコーナーである。
What's Up With Sanga,Today
月曜日の7:55頃から8:00頃まで。京都サンガについての情報コーナー。試合結果や練習の様子などを紹介する。コーナー中のBGMは前身番組のα-Morning Kyotoからの継続で、Brian Auger's Oblivion Express の「Freddie's Flight」を使用している。
Kyoto Educational Window
第2・第4水曜の9:35頃から9:40頃。京都府の教育に対する取り組みについて、担当者をスタジオに招いて話を聞く。コーナー中のBGMは前身番組のα-Morning Kyotoからの継続で、冒頭部のみ国府弘子の「Going,Going,On」、コーナー内はNorman Brownの「Just Between Us」を使用している。
Information
Headline News...8:00（読売新聞）, 9:00（京都新聞）
Weather Line...未放送。ただし、適宜天気予報を放送する
Traffic Line...7:30,8:00,8:40,9:30
Nara Traffic Line...7:35